# Liste von Dateinamenserweiterungen/N
In dieser Liste sind übliche Dateinamenserweiterungen aufgelistet, die in einigen Betriebssystemen zur Unterscheidung von Dateiformaten verwendet werden. In anderen Betriebssystemen erfolgt die Dateitypenidentifikation hauptsächlich über den Dateivorspann und bei E-Mail-Anhängen hat der MIME-Type eine größere Bedeutung als die Dateinamenserweiterung. Systeme, die nach den beiden letztgenannten Vorgehensweisen verfahren, ignorieren die Erweiterung meist vollständig. 
| Dateinamenserweiterung       | MIME-Typ     | Vollständiger Name                                                                     | Bemerkungen, Verwendung |
| ---------------------------- | ------------ | -------------------------------------------------------------------------------------- | --- |
| .n4d                         |              | nova 4 drawing                                                                         | 2D-CAD-Zeichnung (Papierzeichnung) der Firma Plancal |
| .n4m                         |              | nova 4 model                                                                           | 3D-CAD-Zeichnung (Modellzeichnung) der Firma Plancal |
| .n64                         |              | Nintendo 64 ROM-Image                                                                  | Dump eines Nintendo-64-Spiels (im Fliprom-Format) zur Verwendung in einem Emulator |
| .nb                          |              | Notebook                                                                               | Mathematica |
| .nbu                         |              |                                                                                        | Sicherungsdatei des Content Copier der Nokia PC Suite |
| .nar                         |              | Nokia Camera File                                                                      | ZIP-komprimierte Container-Format von Nokia-Fotokameras |
| .ncb                         |              |                                                                                        | Visual C++ IntelliSense Database, Microsoft Developer Studio |
| .ncd                         |              | Nero Cover Designer                                                                    | |
| .ncf                         |              | NetWare Command File                                                                   | Novell NetWare Server-Batchfiles |
| .ncw                         |              | Native Instruments lossless compression audio (wave) file                              | Dateien mit Audio-Samples für die Instrumente in Native Instruments Kontakt |
| .nd2                         |              | Bilder-Stack von NIS-Elements (Software für Nikon Mikroskope), auf Basis von JPEG 2000 | |
| .nds                         |              | Nintendo DS ROM image                                                                  | Dump eines Nintendo-DS-Spiels zur Verwendung in einem Emulator. (Die Dateinamenserweiterung .nds wird auch meist für NDS Homebrew verwendet) |
| .ndw                         |              | Nemetschek Drawing file                                                                | CAD-Programm Nemetschek Allplan |
| .nef                         |              | Rohdaten                                                                               | zur Speicherung von Fotos in Nikon-Digitalkameras |
| .nes                         |              | NES ROM image                                                                          | Dump eines Nintendo-Entertainment-System-Spiels zur Verwendung in einem Emulator |
| .nex                         |              | Navigator Extension                                                                    | Browsererweiterung für Opera |
| .nfg                         |              | Normal Form Game                                                                       | Dateiformat zur Speicherung von Normalformspielen mittels Gambit |
| .nfo                         |              | „Info“-Datei                                                                           | Reiner Text, wird meist mit in Archiven (.rar,.tar etc.) gespeichert, um den Inhalt anzugeben bzw. Zusatzinfos (Installationsanweisung) zu speichern. Um ASCII-Grafiken darzustellen, kann ein geeigneter Texteditor oder ein NFO-Viewer benutzt werden. |
| .nfo                         |              | MSInfo-Dokument                                                                        | Windows-Systeminformationsdatei |
| .ngp                         |              | NeoGeo Pocket ROM image                                                                | Dump eines SNK NeoGeo Pocket Color-Spiels zur Verwendung in einem Emulator |
| .ngr                         |              | NGR Grafic File                                                                        | Pixelbasierte Grafik (Bilddatei) - NGRVIEWER,NGRDESIGNER |
| .nhf                         |              | Nero HFS                                                                               | NFS-CD Zusammenstellung erstellt mit Nero Burning ROM |
| .nif                         | image/x-niff | Notation Interchange File Format (NIFF)                                                | Das NIFF-Dateiformat wurde 1995 gemeinschaftlich u. a. von den Herstellern der großen Notensatzprogramme erarbeitet, wird aber selbst von den beteiligten Softwarefirmen kaum unterstützt und vermutlich von XML-basierten Formaten abgelöst werden. |
| .nii / .nii.gz / .img + .hdr |              | Neuroimaging Informatics Technology Initiative (NIfTI)                                 | Das NIFF-Dateiformat ist eine Weiterentwicklung des Formats DICOM und ermöglicht die Speicherung der fMRT-Bilddaten in einer einzigen Datei (bzw. 2 Dateien bei .img und .hdr) pro Aufnahme. Bei .nii.gz handelt es sich um die komprimierte Variante, die hauptsächlich bei FSL zum Einsatz kommt. Im Rahmen großer neurowissenschaftlicher Forschungsprogramme wurde auch dieses Format weiterentwickelt (CIFTI). |
| .nir                         |              | NetInstall Registry file                                                               | Windows Registryinformationen eines NetInstallprojektes |
| .nkb                         |              | Native Instruments Kontakt instrument bank                                             | Gruppe virtueller Instrumente für Native Instruments Kontakt |
| .nkc                         |              | Native Instruments Kontakt cache file                                                  | Angaben zu monolithischen Instrumenten-Dateien für Native Instruments Kontakt |
| .nki                         |              | Native Instruments Kontakt instrument                                                  | virtuelles Instrument für Native Instruments Kontakt |
| .nkm                         |              | Native Instruments Kontakt multi                                                       | Gruppe gemeinsam zu ladender Instrumente in Native Instruments Kontakt |
| .nkp                         |              | Native Instruments Kontakt preset                                                      | Preset für Native Instruments Kontakt |
| .nkr                         |              | Native Instruments Kontakt resource file                                               | enthält Grafiken, Scripts u. ä. Zusätze zu Instrumenten für Native Instruments Kontakt |
| .nkx                         |              | Native Instruments Kontakt protected monolith                                          | nicht editierbare monolithische Datei für Native Instruments Kontakt |
| .nlm                         |              | Netware Loadable Module                                                                | Ausführbare Datei unter Novell Netware |
| .nls                         |              | LaTeX nomenclatures                                                                    | Datei, in der die Abkürzungen und verwendeten Sonderzeichen (z. B. §, $, %, &, etc.) aufgelistet werden. |
| .nl2mat                      |              | NoLimits 2                                                                             | NoLimits 2 Material - spezifische Materialeinstellungen für Szenerieobjekte |
| .nl2park                     |              | NoLimits 2                                                                             | NoLimits 2 Park - Datei zum Speichern der Achterbahnen |
| .nl2pkg                      |              | NoLimits 2                                                                             | NoLimits 2 Package - fertig erstellte Parks können mitsamt allen externen Dateien in einer Datei zusammengefasst werden und einfacher auf Exchange-Seiten hochgeladen werden |
| .nl2sco                      |              | NoLimits 2                                                                             | NoLimits 2 Scene Object - enthält ein 3D-Szenerieobjekt |
| .nmind                       |              | NovaMind Mindmap                                                                       | Mindmap-Datei der Software NovaMind |
| .nml                         |              | Native Instruments Traktor Collection File                                             | XML - Index der Tags der importierten Musikdateien, erweiterten Daten wie CUE-Punkte sowie Playlisten |
| .note                        |              | Notiz                                                                                  | Spezielles Format für wichtige Notizen |
| .notebook                    |              | Smart Notebook File                                                                    | Inhalte für elektronische Tafel der Fa. Smart |
| .nr3                         |              | Nero MP3                                                                               | CD-ROM-Zusammenstellung (MP3) erstellt mit Nero Burning ROM |
| .nra                         |              | Nero Audio                                                                             | Audio-CD-Zusammenstellung erstellt mit Nero Burning ROM |
| .nrb                         |              | Nero Boot                                                                              | CD-ROM-Zusammenstellung (Boot) erstellt mit Nero Burning ROM |
| .nrc                         |              | Nero Compatible                                                                        | CD-ROM-Zusammenstellung (UDF/ISO) erstellt mit Nero Burning ROM |
| .nrd                         |              | Nero DVD                                                                               | DVD-Video-Zusammenstellung erstellt mit Nero Burning ROM |
| .nre                         |              | Nero CD EXTRA                                                                          | CD EXTRA-Zusammenstellung erstellt mit Nero Burning ROM |
| .nrg                         |              | Nero Image                                                                             | CD-Image erstellt mit Nero Burning ROM |
| .nrh                         |              | Nero Hybrid                                                                            | CD-ROM-Zusammenstellung (Hybrid) erstellt mit Nero Burning ROM |
| .nri                         |              | Nero ISO                                                                               | CD-ROM-Zusammenstellung (ISO) erstellt mit Nero Burning ROM |
| .nrm                         |              | Nero Mixed-Mode-CD                                                                     | Mixed-Mode-CD-Zusammenstellung erstellt mit Nero Burning ROM |
| .nru                         |              | Nero UDF                                                                               | CD-ROM Zusammenstellung (UDF) erstellt mit Nero Burning ROM |
| .nrv                         |              | Nero Video                                                                             | CD-Video-Zusammenstellung erstellt mit Nero Burning ROM |
| .nrw                         |              | Nero WMA                                                                               | CD-ROM-Zusammenstellung (WMA) erstellt mit Nero Burning ROM |
| .ns1                         |              | Netstumbler File                                                                       | Datendatei von NetStumbler mit Informationen über gefundene Wireless LANs |
| .nsa                         |              | Nullsoft Streaming Audio                                                               | Streaming-Audio-Containerformat |
| .nsd                         |              | Nassi-Shneiderman-Diagramm                                                             | XML-Struktogramm, Dateiformat von StruktGen |
| .nsf                         |              | Nintendo Sound File                                                                    | Musikdatei des Nintendo Entertainment System (NES) |
| .nsf                         |              | Notes Storage Facility                                                                 | Lotus-Notes-Datenbank |
| .nspg                        |              | Nord Stage Program                                                                     | Programm-Datei für das von Clavia entwickelte Nord Stage Piano |
| .nsv                         |              | Nullsoft Streaming Video                                                               | Streaming-Video-Containerformat, entwickelt den Machern von Winamp, Nullsoft / Zwischenspeicher-Datei der Firma Plancal |
| .nt2                         |              | Netzdatei                                                                              | Netzdatei-Backup erstellt mit Bahn |
| .nt3                         |              | Netzdatei                                                                              | Netzdatei erstellt mit Bahn |
| .ntf                         |              | Notes Template File                                                                    | Lotus-Notes-Datenbankvorlage (Schablone) |
| .nth                         |              | Nokia Theme                                                                            | Gezippte XML-Datei, welche Themen für Nokia-Handys definiert |
| .nvl                         |              | Netviewer                                                                              | Netviewer-Dateiformat, kann mit Netplayer abgespielt werden |
| .nva                         |              | E-Animation (NEVA)                                                                     | Vektorgrafikformat, das unter anderem für Animationen auf Sharp-Handys genutzt wird |
| .nvz                         |              | nova                                                                                   | Zeichendatei des CAD-Programms nova |
| .nwt                         |              | NOWAIT Resource File                                                                   | Ressource-Datei für graphische Benutzeroberflächen des C++ GUI-Frameworks NOWAIT |
| .nz                          |              | NanoZip                                                                                | Komprimiertes Dateiarchiv |
| .nzb                         |              | NewZBin                                                                                | Suchergebnisse von Usenet-Suchmaschinen (s. NZB (Dateiformat)) |